# Maria Burada
Maria Burada (n. 15 aprilie 1812, Iași – d. 11 februarie 1886, Iași) a fost o traducătoare română, prima femeie din Moldova care a tradus piese de teatru.

## Biografie
Fiică a șătrarului aromân Ioan Isăcescu, Burada a primit o educație aleasă în familie (cunoștea limbile greacă, franceză, rusă, germană). În 1830 se căsătorește cu vornicul Tudorache Burada.

## Activitate
În 1847 traduce melodrama în patru acte Clopotarul de la Sf. Pavel de Joseph Bouchardy⁠(d). Piesa, care s-a jucat la Iași la 15 martie 1848, a stârnit un larg ecou în publicul ieșean din preajma anului revoluționar 1848.